# Jules Suetens

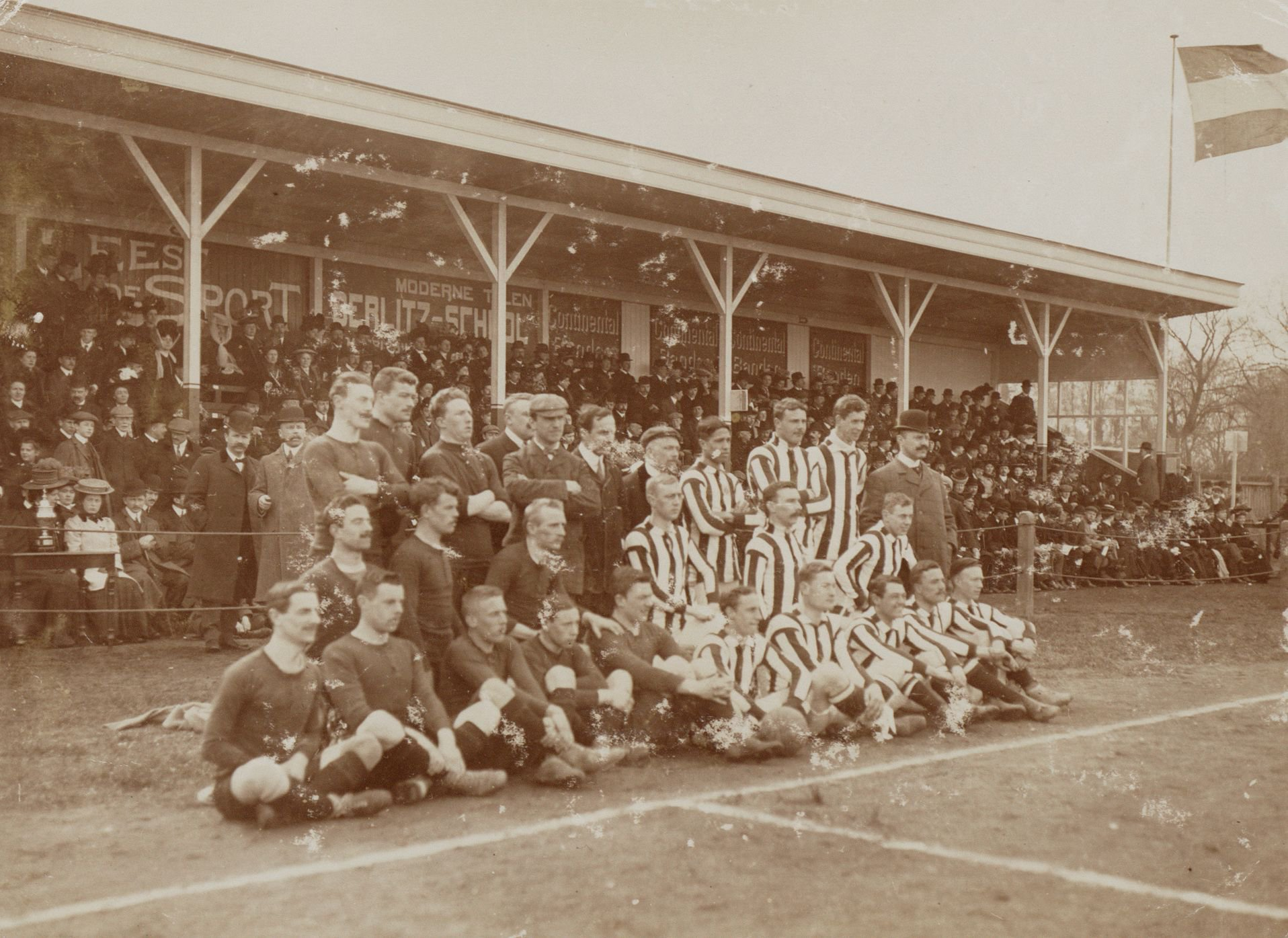
Suetens in het Belgisch voetbalelftal (1908)

Jules Suetens was een Belgisch voetballer die speelde als middenvelder. Hij voetbalde in Eerste klasse bij Antwerp FC en speelde zeven interlandwedstrijden  met het Belgisch voetbalelftal.

## Loopbaan
Suetens debuteerde in 1904 als aanvallende middenvelder in het eerste elftal van toenmalig Eersteklasser Antwerp FC. Hij verwierf al dadelijk een vaste basisplaats in de ploeg en bleef er voetballen tot aan het uitbreken van de Eerste Wereldoorlog in 1914.
Na de hervatting van de voetbalcompetitie ging Suetens terug aan de slag bij Antwerp en hij bleef er nog voetballen tot in 1921. In totaal speelde hij 181 wedstrijden in Eerste klasse en scoorde hierbij 63 doelpunten, waarvan hij er 17 voor zijn rekening nam in het seizoen 1910-1911.
Tussen 1908 en 1914 speelde Suetens zeven wedstrijden met het Belgisch voetbalelftal. Hij scoorde hierbij één doelpunt, in 1913 in de uitwedstrijd in Nederland die met 2-4 werd gewonnen.